# Epalpus maculus
Epalpus maculus là một loài ruồi trong họ Tachinidae.